# Сольбак
Сольбак (фр. Solbach) — коммуна на северо-востоке Франции в регионе Гранд-Эст (бывший Эльзас — Шампань — Арденны — Лотарингия), департамент Нижний Рейн, округ Мольсем, кантон Мюциг. До марта 2015 года коммуна административно входила в состав упразднённого кантона Ширмек (округ Мольсем).
Площадь коммуны — 2,79 км², население — 106 человек (2006) с тенденцией к росту: 109 человек (2013), плотность населения — 39,1 чел/км².

## Население
Население коммуны в 2011 году составляло 111 человек, в 2012 году — 112 человек, а в 2013-м — 109 человек.
| 1962 | 1968 | 1975 | 1982 | 1990 | 1999 | 2006 | 2008 | 2011 | 2012 | 2013 |
| ---- | ---- | ---- | ---- | ---- | ---- | ---- | ---- | ---- | ---- | ---- |
| 119  | 126  | 116  | 109  | 95   | 100  | 106  | 108  | 111  | 112  | 109  |

Динамика населения:

## Экономика
В 2010 году из 72 человек трудоспособного возраста (от 15 до 64 лет) 51 были экономически активными, 21 — неактивными (показатель активности 70,8 %, в 1999 году — 66,2 %). Из 51 активных трудоспособных жителей работали 47 человек (24 мужчины и 23 женщины), четверо мужчин числились безработными. Среди 21 трудоспособных неактивных граждан 6 были учениками либо студентами, 9 — пенсионерами, а ещё 6 — были неактивны в силу других причин.

## Достопримечательности (фотогалерея)

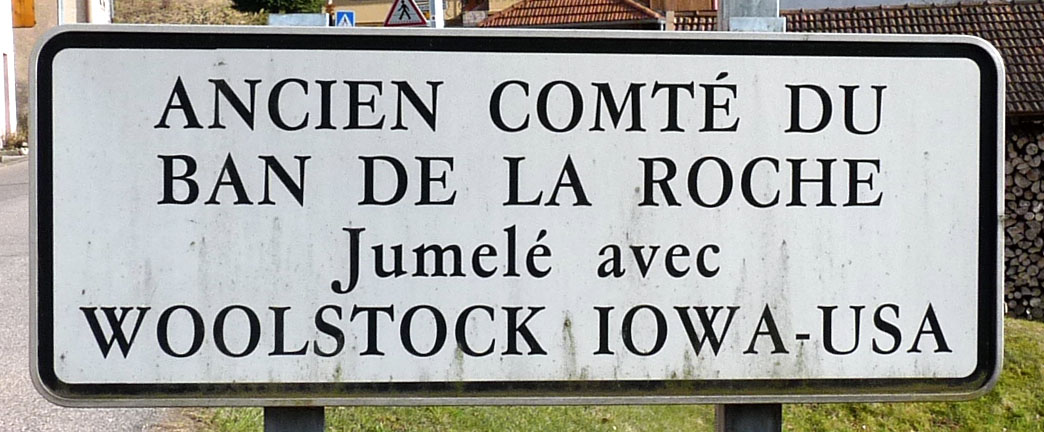
Указатель сопряжения с Вулстоком (США)
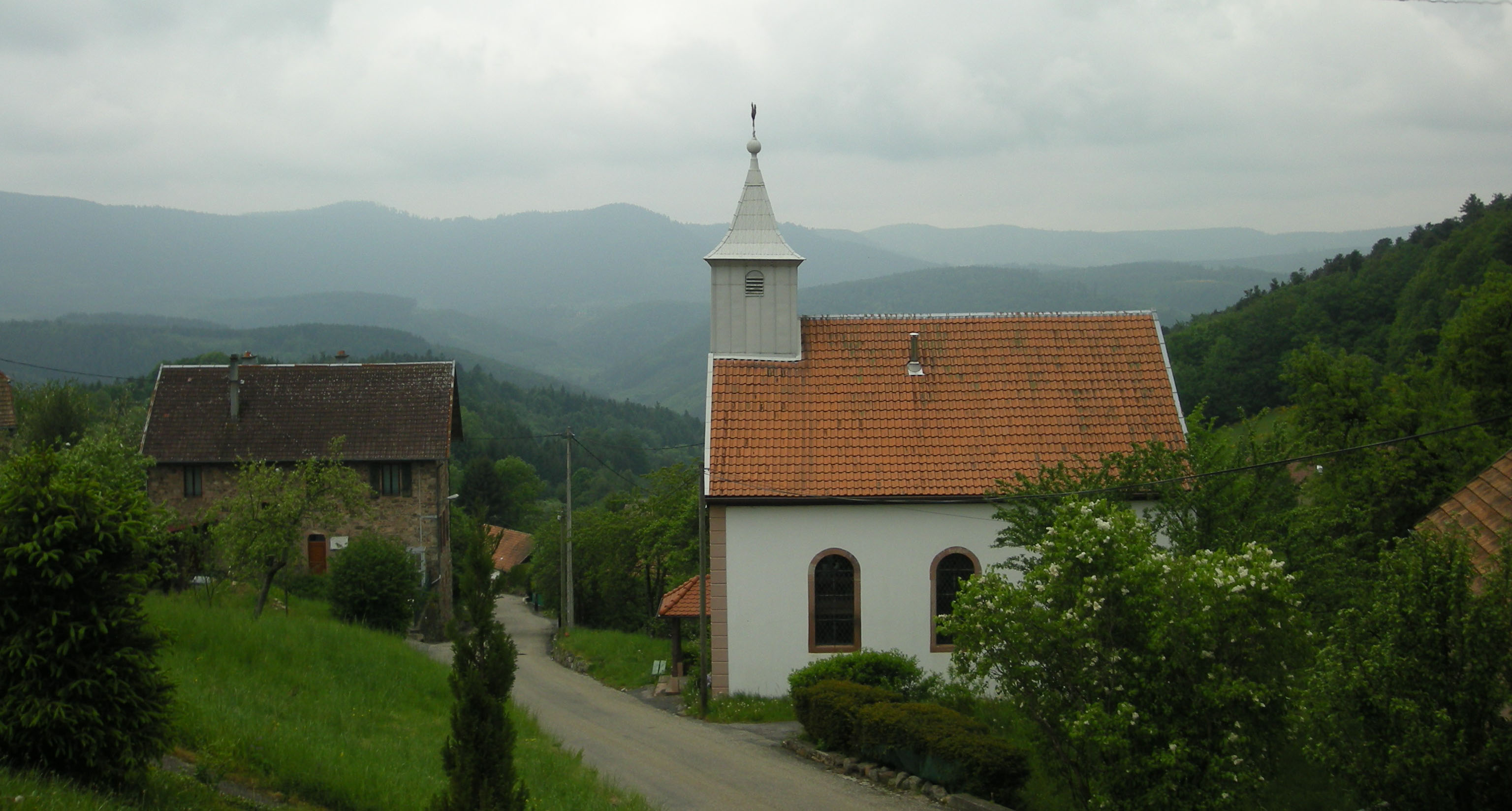
Часовня